# كاميلا لارسون
كاميلا لارسون (بالسويدية: Camilla Larsson)‏ هي دراجة سويدية، ولدت في 31 يناير 1975 في السويد.

## وصلات خارجية
- كاميلا لارسون على موقع الاتحاد الدولي للدراجات (الإنجليزية)
- كاميلا لارسون على موقع أرشيف الدراجات (الإنجليزية)
- كاميلا لارسون على موقع إحصائيات الدراجات الإحترافية (الإنجليزية)
- كاميلا لارسون على موقع أوليمبيديا (الإنجليزية)
- كاميلا لارسون على موقع اللجنة الأولمبية السويدية (السويدية)